# Prošnji dnevi
Prošnji dnevi  (latinsko dies rogationes) ali križevi dnevi so v tradiciji zahodnega krščanstva štirje spokorni dnevi molitve, posta in prošenj za blagoslov pred praznikom Jezusovega vnebohoda. Teden, v katerem so prošnji dnevi, se imenuje prošnji teden, zaradi procesije s križem na čelu pogosto tudi križev teden.

## Nastanek
V mestu Vienne v južni Franciji, ki so ga v 2. polovici 5. stoletja prizadele razne nesreče, je škof sv. Mamert za tolažbo in pogum vernikov uvedel pred vnebohodom tri spravne dneve. Ob njih naj bi verniki opravljali dela pokore in ljubezni ter v javnih prošnjih obhodih prosili božjega usmiljenja in blagoslova. Iz južne Francije se je to pobožno opravilo kmalu razširilo v druge dežele.
V Rimu so tri prošnje dneve sprejeli šele za časa papeža Leona III. (795–816), ker so v Rimu že poprej obhajali prošnji dan z obhodom po polju 25. aprila, na dan sv. Marka. Ta dan so namreč že poganski Rimljani prirejali slovesen obhod po polju, da bi bogovi varovali polja rje, snetja, toče in drugih nezgod. Poganski navadi je Cerkev dala krščansko obliko in vsebino.

## Vsebina
Prošnji dnevi so zato vsega štirje, ob njih kristjani javno prosijo Boga usmiljenja, da bi od njih odvrnil vsakovrstno dušno in telesno zlo. Po duhovni vsebini so to spokorni dnevi. Nekdaj so se te dni postili in hodili v obhodu duhovniki in laiki bosi v duhu spokornosti. Spokornost teh dni oznanja še danes vijolična liturgična barva.